# Грейс Мур
Мері Віллі Ґрейс Мур (англ. Grace Moore; 5 грудня 1898, Дель-Ріо, Теннессі, США — 26 січня 1947, Копенгаген, Данія) — американська оперна співачка сопрано та кіноакторка.

## Життєпис
Народилася 5 грудня 1898 року в невеликому містечку Дель-Ріо в штаті Теннессі в сім'ї Річарда Лоусона Мура і Джейн Мур. Коли Грейс була дитиною, її сім'я переїхала в місто Джелліко, де вона закінчила середню школу, а потім вступила до коледжу в Нашвіллі. Після його закінчення Мур перебралася до Вашингтона, а потім в Нью-Йорк, де почала музичну кар'єру.
На Бродвеї дебютувала в 1920 році в мюзиклі Джерома Керна «Хітчі-Ку», з Реймондом Гічкоком в головній ролі. В 1922 і 1923 році з'явилася в двох серіях музичного ревю Ірвінга Берліна в театрі Мюзік-бокс.
7 лютого 1928 року дебютувала в опері, роллю Міммі в «Богемі» Джакомо Пуччіні, Метрополітен-опера. З цієї ж роллю у вересні того ж року з'явилася в паризькому Опера-Комік, а в 1935 — в лондонському Ковент-Гардені. Протягом 16-ти сезонів роботи в Метрополітен-опера Мур співала в кількох італійських і французьких операх, а також виконувала головні ролі в таких операх, як «Тоска», «Манон» і «Луїза». Роль в «Луїзі» була для Мур найулюбленішою і саме вона вважається найбільш значущою в її музичній кар'єрі.
В 1930 році Грейс Мур дебютувала в кіно, виконавши роль шведської оперної співачки Єнні Лінд у фільмі «Мораль леді». В тому ж році вона з'явилася з оперним співаком Лоуренсом Тіббеттом в екранізації оперети «Новий місяць». В 1934 році Мур підписала контракт зі студією «Columbia Pictures», на якому знялася в шести фільмах. В 1935 році за роль в фільмі «Одна ніч кохання» вона була номінована на премію «Оскар» за кращу жіночу роль. Її остання поява в кіно відбулася в 1939 році у спрощеній екранізації оперети Гюстава Шарпантье «Луїза».
В червні 1931 року Мур одружилася з іспанським кіноактором Валентіном Пареро.
У 1935 році Мур була нагороджена золотою медаллю Товариства мистецтв і наук за значні досягнення в розважальному кіно. В 1936 році король Данії вручив їй національну медаль «Ingenito et Arti», а в 1939 році вона стала кавалеркою Ордена Почесного легіону.
Під час Другої світової війни Грейс Мур брала участь в програмі «USO», розважаючи американські війська за кордоном.
Грейс Мур загинула в авіакатастрофі 26 січня 1947 року в аеропорту Копенгагена «Каструп» у віці 48 років. Серед інших жертв — спадкоємець шведського престолу принц Густав Адольф.

## Фільмографія
| Рік  |   | Українська назва  | Оригінальна назва   | Роль                   |
| ---- | - | ----------------- | ------------------- | ---------------------- |
| 1930 | ф | Мораль леді       | A Lady's Morals     | Єнні Лінд              |
| 1930 | ф | Новий місяць      | New Moon            | принцеса Таня Строгофф |
| 1931 | ф | Єнні Лінд         | Jenny Lind          | Єнні Лінд              |
| 1934 | ф | Одна ніч кохання  | One Night of Love   | Мері Барретт           |
| 1935 | ф | Люби мене завжди  | Love Me Forever     | Маргарет Говард        |
| 1936 | ф | Король йде геть   | The King Steps Out  | принцеса Єлизавета     |
| 1937 | ф | Коли ти закоханий | When You're in Love | Луїза Фуллер           |
| 1937 | ф | Я заведу роман    | I'll Take Romance   | Ельза Террі            |
| 1939 | ф | Луїза             | Louise              | Луїза                  |